# تشارلي ويلسون (لاعب كرة قاعدة)
تشارلي ويلسون (بالإنجليزية: Charlie Wilson)‏ هو لاعب كرة قاعدة أمريكي، ولد في 13 يناير 1905 في كلينتون في الولايات المتحدة، وتوفي في 19 ديسمبر 1970 في روتشستر في الولايات المتحدة.

## وصلات خارجية
- تشارلي ويلسون على موقعبيزبول رفرنس.كوم (الدوري الرئيسي) (الإنجليزية)
- تشارلي ويلسون على موقعبيزبول رفرنس.كوم (الدوري الثانوي) (الإنجليزية)